# Anafaza

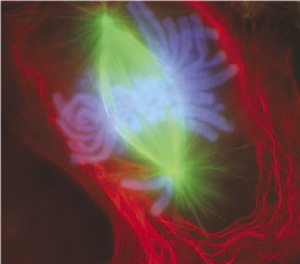
Anafaza w mikroskopie fluorescencyjnym. Rozdzielony materiał genetyczny wędruje ku biegunom komórki.
Czerwony – błona komórkowa i niektóre elementy cytoplazmy w jej pobliżu,
Zielony – wrzeciono podziałowe,
Jasnoniebieski – chromosomy.

Anafaza w mitozie

Anafaza – trzecia faza podziału komórki występująca po metafazie, a przed telofazą. Występuje zarówno w mitozie jak i w mejozie, przy czym w tym drugim podziale występuje dwukrotnie i oznaczana jest mianem "anafaza I" (podczas mejozy I) i "anafaza II" (podczas mejozy II).
Podczas anafazy chromosomy ustawione w płaszczyźnie równikowej komórki rozdzielają się na dwie identyczne chromatydy zwane odtąd chromosomami potomnymi. Włókna wrzeciona kariokinetycznego przyczepione do kinetochoru pociągają chromosomy potomne w stronę przeciwległych biegunów komórki. Organella komórki dzielą się na dwa zespoły podobnej wielkości i wędrują razem z chromosomami.